# 2015 في النمسا
فيما يلي قوائم الأحداث التي وقعت خلال عام 2015 في النمسا.

## سياسة

### انتهاء فترة المنصب
- 24 نوفمبر – ألكسندر فان دير بيلين عضو البرلمان الإقليمي فيينا.

## رياضة
- 21 يونيو – طواف سويسرا 2015 الفائزون سيمون سبيلاك، سكاي 2015 [الإنجليزية]‏، جيرانت توماس، Stefan Denifl [الإنجليزية]‏، توم دومولين، بيتر ساجان.
- 12 يوليو – طواف النمسا 2015 الفائزون فيكتور دي لا بارتي، جان هيرت، فيليكس جروس شارتنر، بن هيرمانز، بي إم سي راسينغ 2015 [الإنجليزية]‏، جان تراتنيك.

## أفلام
من الأفلام التي صدرت هذه السنة في النمسا:
- 1 يناير – غودنيت مامي من إخراج Severin Fiala  [لغات أخرى]‏، فيرونيكا فرانز.

## وفيات

### يناير
- 19 يناير – كارل بريبرام (مواليد 1919)
- 31 يناير – كارل جيراسي (مواليد 1923)

### يوليو
- 21 يوليو – ثيودور بيكل (مواليد 1924)

### أغسطس
- 26 أغسطس – بيتر كيرن (مواليد 1949)